# Plaça de la Bonanova
La plaça de la Bonanova és una plaça del barri de Sant Gervasi - la Bonanova de Barcelona. Hi conflueixen el passeig de la Bonanova, el carrer de Sant Joan de la Salle, el carrer del Lluçanès, el passeig de Sant Gervasi, el carrer de Sant Gervasi de Cassoles, el carrer de Muntaner i el carrer de Bigai.

## Història

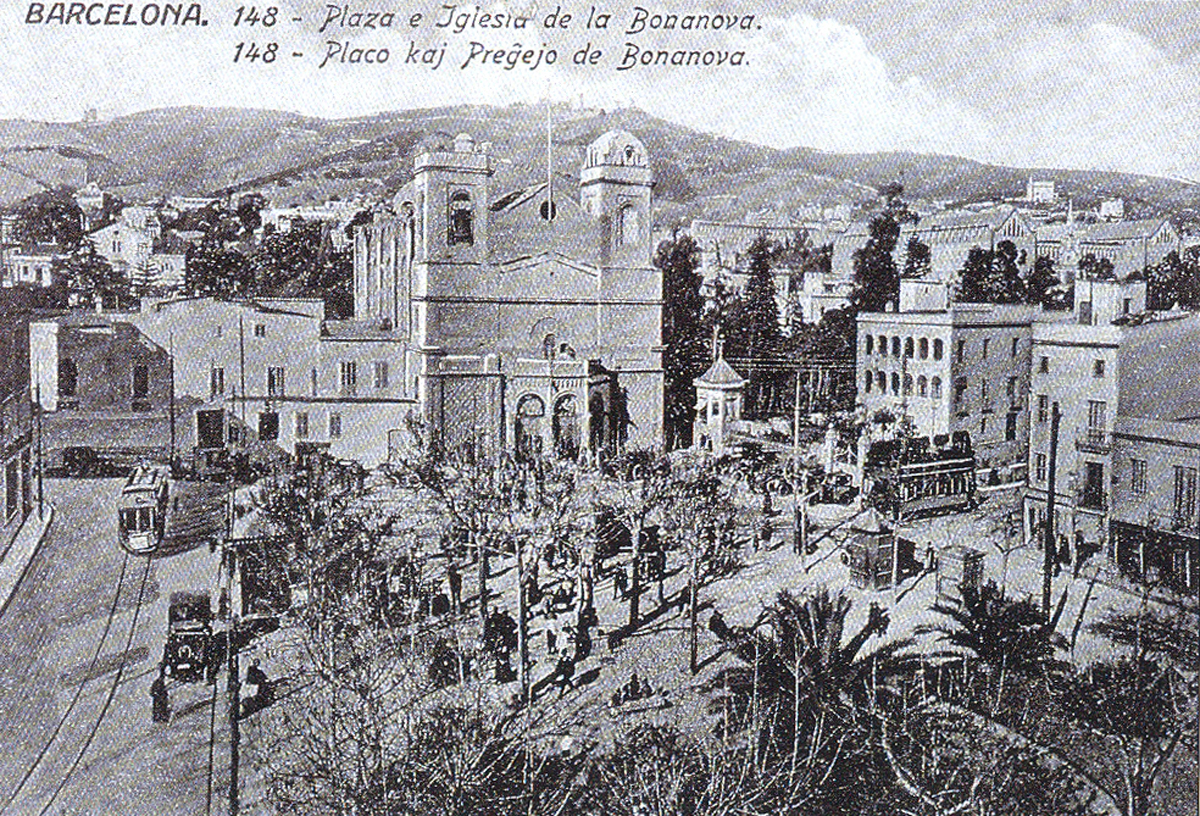
La plaça a principis del segle XX

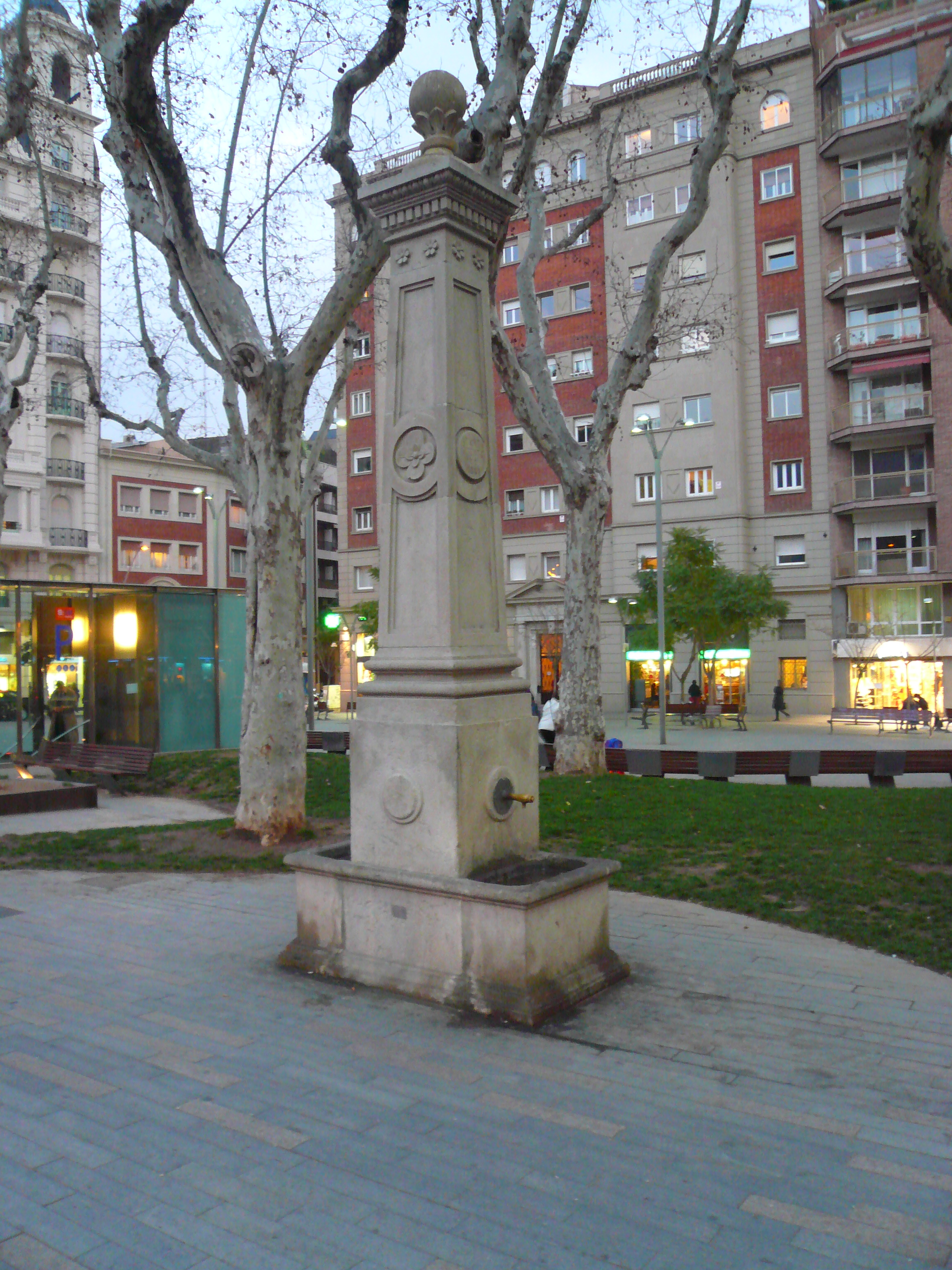
Font de la plaça Bonanova

La plaça va ser urbanitzada el 1850, en terrenys del camp del Suca, amb la construcció de la carretera que unia les viles de Sant Gervasi de Cassoles i Sarrià, en la cruïlla amb l'antic camí de Barcelona a la Torre Bellesguard. El 1861 s'hi instal·là una font monumental, que recollia l'aigua del dipòsit de Bellesguard.
Al costat muntanya de la plaça hi ha l'església de la Mare de Déu de la Bonanova, construïda el 1940, on hi havia hagut l'anterior temple, construït el 1847 i destruït el 1936, durant la Guerra Civil espanyola, i que el 1883 havia estat nomenada copatrona de la parròquia de Sant Gervasi pel papa Lleó XIII. Aquesta, al seu torn, havia substituït l'antiga església del castell de Sant Gervasi, on a començaments del segle xviii s'hi aixecà la capella a la Mare de Déu dels Afortunats, que desplaçà el culte a la dels màrtirs Gervasi i Protasi, i ben aviat prengué el nom popular de la Mare de Déu de la Bonanova. Aquesta capella havia estat cremada per l’exèrcit franco-castellà l'any 1706, en un els episodis anteriors a la Batalla i Setge de Barcelona. Fou reedificada l'any 1765.